# صموئيل مادن
صموئيل مادن (بالإنجليزية: Samuel Madden) هو عالم حاسوب ومهندس أمريكي، ولد في 4 أغسطس 1976 في سان دييغو في الولايات المتحدة.